# تی‌آرتی موزیک
تی‌آرتی موزیک (ترکی استانبولی: TRT Muzik) یک شبکه تلویزیونی دولتی ترکیه است. این شبکه در تاریخ ۱۶ نوامبر ۲۰۰۹ افتتاح شد. این شبکه به پخش ۲۴ ساعته موسیقی می‌پردازد.